# Fountain City (Indiana)
Fountain City es un pueblo ubicado en el condado de Wayne en el estado estadounidense de Indiana. En el Censo de 2010 tenía una población de 796 habitantes y una densidad poblacional de 1.168,58 personas por km².

## Geografía
Fountain City se encuentra ubicado en las coordenadas 39°57′18″N 84°55′9″O / 39.95500, -84.91917. Según la Oficina del Censo de los Estados Unidos, Fountain City tiene una superficie total de 0.68 km², de la cual 0.68 km² corresponden a tierra firme y (0%) 0 km² es agua.

## Demografía
Según el censo de 2010, había 796 personas residiendo en Fountain City. La densidad de población era de 1.168,58 hab./km². De los 796 habitantes, Fountain City estaba compuesto por el 97.24% blancos, el 0.88% eran afroamericanos, el 0% eran amerindios, el 0.13% eran asiáticos, el 0% eran isleños del Pacífico, el 0% eran de otras razas y el 1.76% pertenecían a dos o más razas. Del total de la población el 0.13% eran hispanos o latinos de cualquier raza.